# Lilián García
Lilián Annette García (Porto Rico, 19 agosto 1966) è un'annunciatrice di wrestling e cantante statunitense sotto contratto con la WWE.

## La vita e gli inizi della carriera
Lilián García è nata a Porto Rico ed ha vissuto a Madrid fino all'età di otto anni, poiché il padre era impiegato nell'ambasciata statunitense (la sua famiglia ha origini spagnole e portoricane); andò a scuola in una base militare statunitense, arrivando, in seguito, a descriversi come una "Military Brat".. Al ritorno negli Stati Uniti, si laureò presso l'"Irmo High School" di Columbia, Carolina del Sud. Successivamente si laureò alla "University of South Carolina" con la lode.
Fu una delle dieci finaliste del concorso "Miss South Carolina". Nei primi anni novanta prese parte ad un popolare show radiofonico mattutino in una stazione del Sud Carolina. È stata una VJ ad Atlanta, città dove inoltre ha condotto uno show radiofonico nella fascia pomeridiana/drive-time. Lilián apparve anche nel film del 1990 Modern Love, nel ruolo di una cantante.

## Carriera da cantante
La García iniziò a cantare in tenera età ed assieme a sua sorella prese parte a diversi concorsi di canto sin da quando aveva cinque anni. Lavorò come guida negli spettacoli al karaoke nel Nitelites nightclub dell'Embassy Suites Hotel di Columbia e nel West Columbia Ramada. Canta spesso l'Inno nazionale nelle partite di casa dei Phoenix Suns dell'NBA ed ha inoltre cantato alle Olimpiadi di Atlanta 1996.
Il primo singolo della García, "Shout", fu pubblicato nel 2002. Nel mese di novembre dello stesso anno ha registrato la theme song di Torrie Wilson, "Need A Little Time", per uno degli album della WWE. Nel gennaio 2004 la WWE ha pubblicato l'album WWE Originals nel quale fu inclusa una nuova canzone della García intitolata "You Just Don't Know Me At All"; la Garcia utilizza tale brano come theme song negli eventi dal vivo. La García è inoltre una delle due cantanti che hanno cantato la canzone di apertura di WrestleMania in tre distinte occasioni (2000, 2005 e 2012), l'altra è stata Aretha Franklin.
García lavora al suo primo album da solista dal 2005; nel gennaio del 2006 ha registrato un duetto con il cantante Jon Secada. Nel settembre 2007 è stato annunciato che il suo primo album sarà intitolato "Quiero Vivir".

## Wrestling

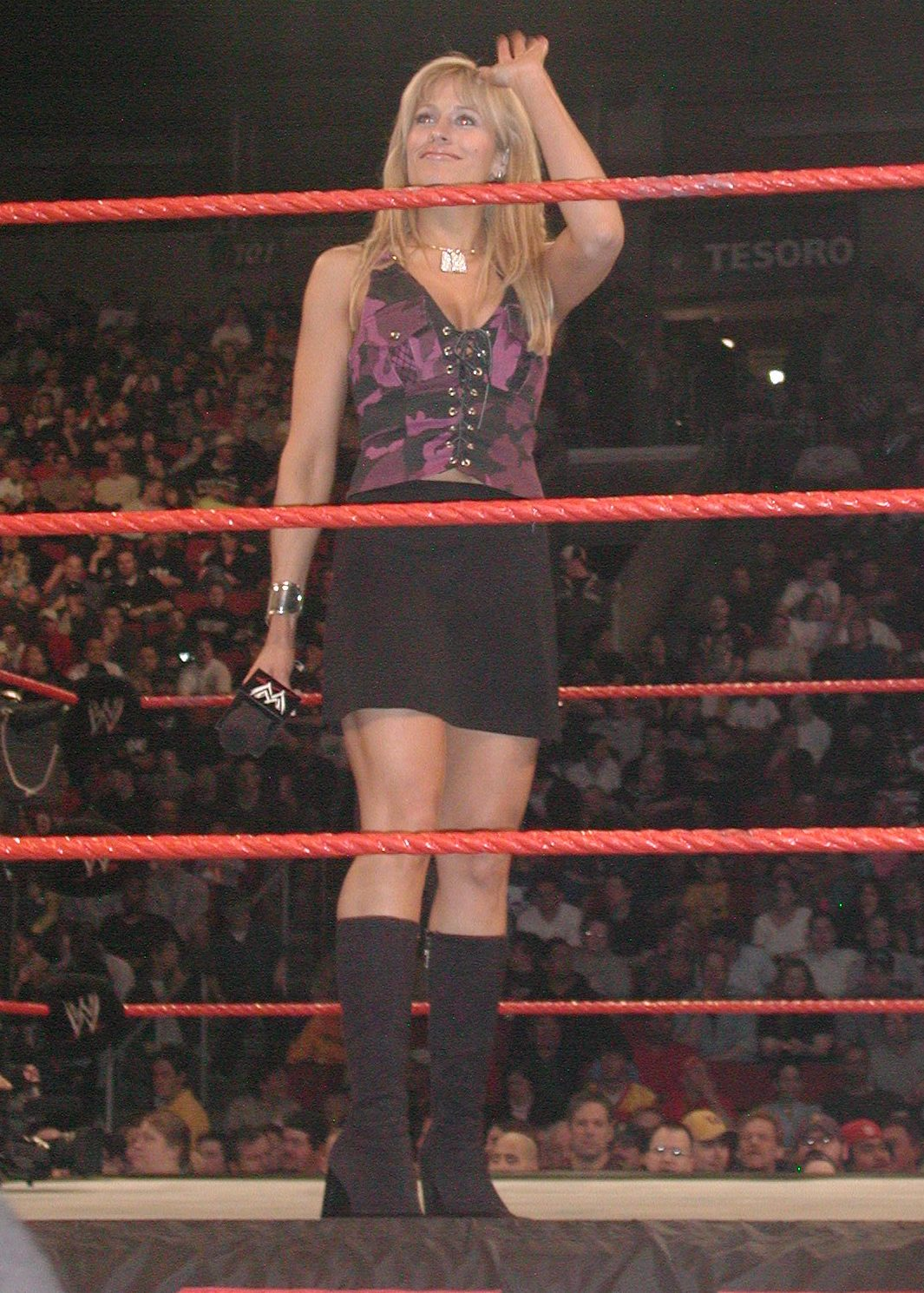
Lilián García in una puntata di Raw

La García fu assunta dalla World Wrestling Federation come ring announcer nel 1999 e debuttò il 23 agosto nel corso della puntata di Raw is War. Il primo coinvolgimento in un'azione sul ring avvenne il 13 settembre dello stesso anno quando Jeff Jarrett applicò su di lei la Figure Four Leglock per aver annunciato la sconfitta dello stesso per squalifica contro Luna Vachon.
García cantò per la prima volta nella WWF il 14 febbraio 2000 nel corso di un house show. La sua prima performance in uno show televisivo fu il 2 aprile del 2000 quando aprì WrestleMania 2000 con l'inno nazionale statunitense. Ricevette una standing ovation quando cantò l'inno nel corso della puntata di SmackDown! registrata dopo gli attentati dell'11 settembre 2001
Verso la metà del 2002 la García ebbe un breve feud con l'annunciatore rivale Howard Finkel, dopo che questi non la aiutò durante l'attacco dei 3-Minute Warning; la rivalità culminò in un "evening gown versus tuxedo match" vinto dalla García con l'aiuto di Stacy Keibler e Trish Stratus.
Il 30 novembre 2003 a Raw Lilian annunciò Trish Stratus come vincitrice del Bra and Panties Match contro Miss Jackie. Quest'ultima, infuriata, strappò la camicetta della García.
Nel giugno 2005 la García iniziò una storia d'amore (kayfabe) con Viscera. La storyline portò la García a chiedere a Viscera di sposarla con una cerimonia nel corso del pay-per-view Vengeance 2005, il 26 giugno 2005. L'angle terminò proprio a Vengeance quando Viscera rifiutò la García in favore delle prostitute di Godfather. La storia fu riproposta brevemente undici mesi dopo quando Viscera chiese alla García di sposarla il 22 maggio del 2006 in una puntata di Raw, ma venne interrotto da Umaga prima di ricevere una risposta.
La García fu inserita per la prima volta in un'importante pubblicazione riservata alle divas nel 2005, quando uscì il "Divas 2005 swimsuit magazine" ed il relativo DVD Viva Las Divas of the WWE
A WrestleMania 22 il 2 aprile 2006 la García divenne la prima donna ad annunciare un evento WrestleMania.
Il 5 giugno 2006 a Raw, si slogò un polso quando il wrestler Charlie Haas la colpì accidentalmente mentre era a bordo ring. La settimana successiva il tutto fu trasformato in una storyline, con Haas costretto a subire le ire di Viscera. La storyline terminò il 10 luglio 2006, sempre a Raw, quando Viscera colpì "accidentalmente" la García con un Samoan drop. Per rendere il tutto più realistico, fu tenuta lontana dagli show per diverso tempo.
Nella puntata di Raw del 1º gennaio 2007 Lilian fu vittima di un attacco da parte di Victoria, ma venne salvata da Mickie James proprio mentre stava per subire una Widow's Peak sul ring. Il 2 aprile, a Raw, fu spogliata della gonna da Lashley quando Vince McMahon provò a nascondere la sua testa sotto la gonna della ragazza. Il risultato di questa azione fu un'impennata nelle ricerche di Lilián García su Internet: la ricerca della stringa "Lilián García" aumentò del 301%, diventando il quarto termine più ricercato sul motore di ricerca Yahoo!.
Oltre ad annunciare gli show di Raw e gli incontri di Raw in pay-per-view, Lilián cominciò dal 23 aprile 2009 ad annunciare gli show di WWE Superstars.
Poco prima della fine di agosto 2009, Lilián ha celebrato i suoi dieci anni nella federazione, diventando la prima Diva a restare nella compagnia per dieci anni.
Nella puntata di Raw del 21 settembre 2009 svoltasi a Little Rock, Arkansas, Jerry "The King" Lawler ha annunciato che quella sarebbe stata l'ultima serata di Lilián in WWE. Lilián ha poi eseguito un discorso commovente, ringraziando i fans per il supporto e tutti i suoi colleghi, ricevendo la standing ovation da parte del pubblico.
La García ha poi fatto un'apparizione speciale a Raw prima che la puntata iniziasse il 16 novembre 2009, cantando The Star-Spangled Banner.

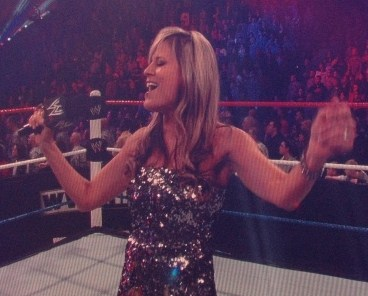
Lilián García nel 2011

Su WWE.com è stato annunciato che Lilián García ha fatto il suo ritorno in WWE e d'ora in avanti ricoprirà, a tempo pieno, il ruolo di ring announcer di SmackDown. L'ultima apparizione della Diva su un ring WWE risaliva alla puntata di Raw del 19 aprile 2010, dove sostituì "one night only" Justin Roberts, bloccato in Europa, insieme ad altre superstar, a causa dell'eruzione del vulcano Eyjafjallajökull.
A WrestleMania XXVIII apre il pay-per-view cantando America the Beautiful.
A seguito del licenziamento di Justin Roberts, il 20 ottobre 2014 è tornata a Raw.

## Vita privata
García è stata sposata, ma ha divorziato. Si è sposata in seconde nozze con Chris Joseph, il 28 settembre 2009.
Il 17 marzo del 2007, si ruppe il legamento crociato anteriore del ginocchio cadendo sugli sci a Killington, nel Vermont.

## Discografia
- ¡Quiero Vivir! (2007)
- 2008 Año de Exitos Pop (2007)
- My Time (2012)